# La Selle-la-Forge
La Selle-la-Forge is een gemeente in het Franse departement Orne (regio Normandië). De plaats maakt deel uit van het arrondissement Argentan. La Selle-la-Forge telde op 1 januari 2022 1.396 inwoners.

## Geografie
De oppervlakte van La Selle-la-Forge bedroeg op 1 januari 2022 8,32 vierkante kilometer; de bevolkingsdichtheid was toen 167,8 inwoners per km².

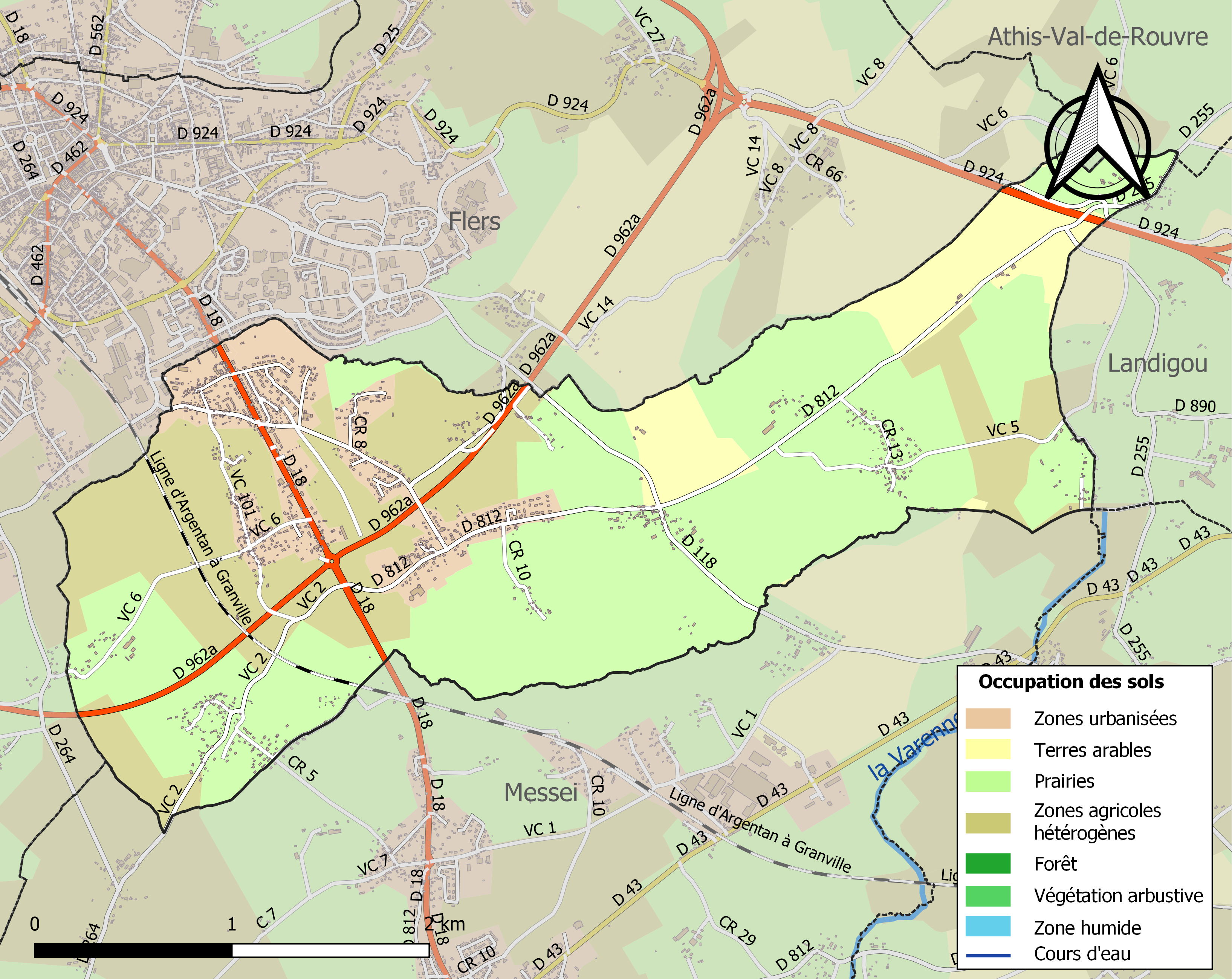
Kaart van de gemeente met belangrijkste infrastructuur, bodemgebruik en omliggende gemeenten

## Demografie
Onderstaande figuur toont het verloop van het inwonertal (bron: INSEE-tellingen).